# نیو مارکت (آلاباما)
نیو مارکت (به انگلیسی: New Market) شهرکی در شهرستان مدیسون ایالت آلاباما است که مساحت آن ۴۵٫۴۸ کیلومترمربع است و در سرشماری سال ۲۰۱۰ میلادی، ۱٬۵۹۷ نفر جمعیت داشته و تراکم جمعیتی آن، ۳۵٫۱۱ در کیلومترمربع بوده است.